# Sangalhos
Sangalhos ist eine Gemeinde (Freguesia) im portugiesischen Kreis Anadia. In ihr leben 3835 Einwohner (Stand 19. April 2021). Die Gemeinde ist durch ihre Sektkellereien und ihre Fahrradherstellung bekannt geworden. Hier befindet sich das Velódromo Nacional, die Radrennhalle des portugiesischen Radsportverbandes, der Federação Portuguesa de Ciclismo.

## Geschichte
Hinweise deuten auf die Anwesenheit keltiberischer Turdulen und Römern. Das Gebiet unterstand der Stadt Talabriga und war keine Siedlung größerer Bedeutung. Erste Erwähnungen des heutigen Ortes sind ab 957 dokumentiert.
1220 war Sangalhos eine eigenständige Gemeinde. Seit der ersten Hälfte des 14. Jahrhunderts war es dazu eine Vila und ein eigenständiger Kreis und erhielt 1514 Stadtrechte durch König Manuel I.
Im Verlauf der Verwaltungsreformen nach der Liberalen Revolution in Portugal 1822 wurde der Kreis Sangalhos aufgelöst und kam zum Kreis Oliveira do Bairro, dann zu São Lourenço do Bairro, um schließlich seit 1853 zu Anadia zu gehören.
Mit Ankunft der Bahnlinie Linha do Norte im Jahr 1864 setzte langsam ein Aufschwung in der Gemeinde ein, insbesondere durch Weinkeller, Keramikproduktion und Fahrradfabriken. 1985 wurde Sangalhos wieder der Status einer Vila (Kleinstadt) verliehen.

## Verwaltung
Sangalhos ist Sitz einer gleichnamigen Gemeinde (Freguesia). Folgende Ortschaften befinden sich in der Gemeinde:
| - Casaínho - Fogueira - Paraimo | - Póvoa do Castelo - Póvoa Palmeira - Póvoa do Mato | - Póvoa do Salgueiro - Ribeiro de Sangalhos - Sá | - Saima - Sangalhos - São João da Azenha | - Vidoeiro |